# Bisdom Jaboticabal
Het bisdom Jaboticabal (Latijn: Dioecesis Iaboticaballensis) is een rooms-katholiek bisdom met als zetel Jaboticabal, in Brazilië. Het bisdom is suffragaan aan het aartsbisdom Ribeirão Preto.

## Geschiedenis
Het bisdom werd opgericht op 25 januari 1929, uit delen van het bisdom São Carlos do Pinhal, en was suffragaan aan het aartsbisdom São Paulo. Op 19 april 1958 veranderde het van kerkprovincie en werd suffragaan aan het aartsbisdom Ribeirão Preto. 

## Parochies
Het bisdom had in 2021 een oppervlakte van 5.175 km2 en telde 505.800 inwoners waarvan 75,3% rooms-katholiek was.

## Bisschoppen
- Antônio Augusto de Assis (31 juli 1931 - 7 februari 1961; aartsbisschop op persoonlijke titel)
  - Gabriel Paulino Bueno Couto (hulpbisschop: 26 oktober 1946 - 1954)
- José Varani (7 februari 1961 - 7 juni 1981; coadjutor sinds 27 augustus 1950)
- Luiz Eugênio Pérez (7 juni 1981 - 25 juni 2003)
- Fernando Antônio Brochini (25 juni 2003  - 15 oktober 2014; coadjutor sinds 12 december 2001)
- Eduardo Pinheiro da Silva (22 april 2015 - heden)

Ribeirão Preto (aartsbisdom) · Barretos · Catanduva · Franca · Jaboticabal · Jales · São João da Boa Vista · São José do Rio Preto · Votuporanga